# Брайтън
Вижте пояснителната страница за други значения на Брайтън.
Бра̀йтън (на английски: Brighton) е град на южното крайбрежие на Англия, графство Източен Съсекс. Населението му е 155 919 жители при преброяването през 2007 г. Брайтън е популярен английски морски курорт, разположен на югоизточното крайбрежие на Ла Манш. Привлича около 8 милиона туристи годишно.

## Събития
- В ранната утрин на 12 октомври 1984 г. е извършен терористичен акт, замислен и осъществен от Ирландската революционна армия (ИРА), в „Гран Хотел“, чиято цел е да бъде убит тогавашният премиер-министър на Великобритания – Маргарет Тачър, която отсяда в хотела във връзка с провежданата в града годишна конференция на Консервативната партия.
- През 2002 г. в Брайтън Фатбой Слим прави шоу, на което присъстват над 250 хиляди зрители.

## Спорт
Представителният футболен отбор на града носи името ФК Брайтън анд Хоув Албиън.

## Известни личности
Родени в Брайтън
- Обри Биърдсли (1872 – 1898), художник
- Бонобо (р. 1976), музикант
- Питър Джеймс (р. 1948), писател
- Адам Кей (р. 1980), писател
- Найджъл Кенеди (р. 1956), цигулар
- Фиона Макинтош (р. 1960), писателка
- Питър Мейл (1939 – 2018), писател
- Гилбърт Райл (1900 – 1976), философ
- Мартин Райл (1918 – 1984), физик
- Джоан Ривиер (1883 – 1962), психоаналитичка
- Филип Рийв (р. 1966), писател
- Ланс Салуей (р. 1940), писател
- Франсис Хардинг (р. 1973), писателка

Починали
- Майкъл Бейджънт (1948 – 2013), новозеландски писател
- Едуард Брансфийлд (1785 – 1852), мореплавател
- Уилям Мартин Лийк (1777 – 1860), топограф и историк
- Луис Ренисън (1951 – 2016), писателка
- Ърнестин Роуз (1810 – 1892), американска общественичка
- Алън Синфилд (1941 – 2017), литературен теоретик
- Фредерик Соди (1877 – 1956), химик
- Хърбърт Спенсър (1820 – 1903), философ
- Арнолд Уескър (1932 – 2016), писател
- Хари Харисън (1925 – 2012), американски писател

## Забележителности
Кралският павилион е псевдоориенталски дворец на насладите, изграден в края на 18. век от тогавашния принц -регент, по-късно Крал Джордж IV. Причудливите минарета и куполите в индийски стил са допълнени от интериор в китайски стил. Той безспорно е един от най-натруфените дворци в цяла Европа. Виктория и Алберт са чести посетители, но кралицата не е очарована от атмосферата на крайморския град и в крайна сметка престава да го посещава.